# 卡希亚斯公爵城足球俱乐部
卡希亚斯公爵城足球俱乐部（葡萄牙语：Duque de Caxias Futebol Clube），巴西里约热内卢州卡希亚斯公爵城的一个足球俱乐部。该队成立于2005年。